# Педро Альфонсо (астурийский магнат)
Педро Альфонсо или Альфонсес (лат. Petrus Adefonsi; упоминается в 1126—1173 годах) — крупный астурийский магнат, господствовавший в регионе с 1139 года до своей смерти. У него были обширные земельные владения в Астурии, регионе Леон и «королевстве» Толедо, в том числе в городах Леон и Толедо . Его торговые дела были обширны, что свидетельствовало о его экономическом могуществе. Он преданно служил королю Леона Альфонсо VII и его сыну Фернандо II как военачальник и дипломат с 1128 года до самой своей смерти.

## Семья
Педро был сыном Альфонсо Бермудеса, который сам был сыном Бермудо Овекиса из рода Вела и Химены Пелэс, и Урраки Раймундес, возможно, дочери Раймона Братоубийцы, которому пришлось бежать из Наварры после участия в убийстве своего брата короля Санчо IV Наваррского в 1076 году . Педро женился первым браком на Марии Фройлас, дочери Фройлы Диаса и вдове Мелендо Нуньеса. Её мать, Эстефания Санчес, была дочерью Санчо Гарсеса, незаконнорожденного сводного брата короля Наварры Санчо IV. Они поженились 30 ноября 1143 года и все ещё были вместе до 4 октября 1164 года. У них была дочь по имени Эльвира Перес, которая была первой наследницей Педро. В декабре 1174 года Эльвира передала бывшие поместья своего отца в городах Санта-Марина и Вильяверде Ордену Калатравы. 26 июня 1175 года она сделала пожертвование в пользу Ордена Сантьяго в виде «домов, бань, печей, земель, виноградников, садов и огородов» в Толедо, а также земли в Асанье, которые она унаследовала от своего «прославленного» отца .
К 7 сентября 1170 года, когда они сделали пожертвование монастырю Санта-Мария-де-Лапедо Педро вторично женился на Санче Фернандес, дочери графа Фернандо Переса де Траба и Терезы, графини Португалии, с 1167 года вдове Альваро Родригеса. Она была щедрой благотворительницей различных религиозных учреждений, таких как, монастыри Собрано, Каавейро, и Мейра в 1157—1171 годах. К апрелю 1178 года она снова вышла замуж за Гонсало Руиса. Кроме того, некоторые земли на реке Эсла принадлежали сыновьям Санчи, Альваро, Родриго и Бермудо. 9 марта 1181 года она была ещё жива.

## Политическая и военная жизнь
Согласно Хронике Альфонсо Императора, Педро Альфонсо был среди первой группы дворян, которые принесли присягу на верность новому королю Леона и Кастилии Альфонсо VII в Саморе в марте 1126 года. В течение года, с 8 июля 1129 года по 10 июня 1130 года, он служил альфересом, или знаменосцем, ответственным за рыцарей королевского двора, должность, которую обычно занимали многообещающие молодые дворяне. В 1133 году король Альфонсо VII поручил Педро и его дяде Суэро Бермудесу подчинить короне восставшего астурийского графа Гонсало Пелаэса.
Война с Гонсало Пелаэсом продолжалась ещё два года. В 1135 году Суэро Бермудес, Педро Альфонсо и Ариас Нуньес, епископ Леона, заключили недолгое мирное соглашение с Гонсало. Педро присутствовал на коронации Альфонсо VII в качестве императора Испании в мае 1135 года . Осенью 1136 года Гонсало Пелэс снова восстал и на этот раз был схвачен Педро, который заключил его в тюрьму в замке Агилар-де-Кампоо в провинции Леон .
Уже 30 ноября 1139 года Педро Альфонсо управлял регионом Астурия-де-Овьедо вместе с Сальседо, которым он будет править до 1170 года. Согласно Поэме Альмерия, он сопровождал Альфонсо в походе, во время которого он захватил Альмерию в 1147 году. В 1148 году после возвращения в Толедо он был произведен в ранг «графа» (comes), высшего достоинства в королевстве.
В начале альмерийской кампании Педро удерживал феоды Абланья и Тинео в Астурии и Бабия в Леоне между реками Луна и Оманьяс. Он удерживал Бабию ещё 27 июня 1163 года, а Тинео — 18 июля 1167 года. Между 1157 и 1162 годами встречаются разрозненные упоминания о том, что Педро владел астурийскими феодами Луна, Орна и Теверга. К декабрю 1168 года Педро получил поместья Госон, также в Астурии.

## Коммерческие сделки
Между 1148 и 1154 годами Педро Альфонсо особенно стремился приобрести монастырскую собственность в Астурии. В этот период он приобрел недвижимость в семи монастырях (монастырских поместьях). В мае 1162 года Педро продал некоторую собственность на Вилья-Марин своему брату Родриго. В феврале 1154 года некто Грео Перес отдал себя и свою землю под защиту Педро Альфонсо в обмен на обеспечение одеждой и продовольствием. Педро и его первая жена приобрели обширную собственность в Астурии и Леоне: между 30 ноября 1143 и 23 ноября 1161 года они совершили восемь (возможно, девять) отдельных сделок.
В октябре 1155 года Педро Альфонсо заключил соглашение с неким Мигелем Азарафи. Педро получил баню в районе Санта-Леокадия в Толедо от короля в какой-то предыдущий день, и в 1155 году он предоставил её Мигелю Азарафи, который отвечал за её ремонт за свой счет, за исключением котла, который Педро должен был заменить. Прибыль от бани должна была быть поделена между ними. Это единственный пример из двенадцатого века, когда дворянин в Леоне-Кастилии занимался коммерческими спекуляциями.

## Религиозное покровительство
Монастырь Лапедо принадлежал семье Педро. Согласно «Истории Компостеллы», он получил полный контроль над ним в двух соглашениях со своим братом Гонсало и двоюродным братом Велой Гутьерресом 23 и 29 июля 1141 года соответственно . Список пожертвований Педро и его первой жены в пользу Лапедо очень длинный. В 1149 году он пожертвовал шестнадцать коров собору Сан-Сальвадор-де-Овьедо . Педро был также важным благотворителем бенедиктинских фондов Астурии. Он сделал пожертвования монастырю Сан-Хуана-Баутиста-де-Кориас, который он держал под своим руководством с 1140 года, а также монастырям в Веге (1156) и Лоренсане (1168). В конце жизни он сделал пожертвование цистерцианскому монастырю Святой Марии в Ногалесе (1172).